# Vielasia
Vielasia — викопний рід рукокрилих, що існував в еоцені в Європі. Відомий за сотнями зразків, деякі з яких надзвичайно повні, з печерних відкладень віком 50 мільйонів років на півдні Франції, і є найдавнішими кажанами, про яких остаточно відомо, що жили в печерах.

## Філогенія
Його вважають тісно пов'язаним із кладою всіх нині живих кажанів, але поза нею, хоча представники роду вже мають багато спільних рис із сучасними видами. Наприклад, деякі деталі скелета, включно з формою та розміром внутрішнього слухового проходу, вказують на те, що він був здатний як до польоту, так і до ехолокації, і що він, ймовірно, харчувався літаючими комахами.